# Логовский (Калачёвский район)
Логовский — хутор в Калачёвском районе Волгоградской области. Административный центр Логовского сельского поселения.

## География
Хутор расположен на левом берегу Дона, в 74 км к юго-западу от города Калач-на-Дону.

## Население
| 2010 |
| ---- |
| 2583 |

## Инфраструктура
В хуторе имеются: отделение Сбербанка, отделения почты России, магазин, пекарня, железнодорожная станция Ложки, места отдыха на берегу Дона.
Хутор газифицирован.
- МКДОУ Детский сад «Солнышко»
- МКОУ Логовская средняя общеобразовательная школа
- ФАП
- ГБУЗ «Волгоградская областная психиатрическая больница № 1» (ж/д ст. Ложки)

## Достопримечательности
- Памятник воинам-освободителям

## Список улиц и микрорайонов
Улицы (22)
- Улица Береговая
- Переулок Братский
- Улица Виноградная
- Улица Ворошилова
- Улица Донская
- Улица Железнодорожная
- Переулок Зелёный
- Улица Кирова
- Улица Комсомольская
- Улица Ленина
- Улица Медгородок
- Улица Мичурина
- Улица Набережная
- Улица Октябрьская
- Улица Первомайская
- Улица Просторная
- Улица Садовая
- Улица Северная
- Улица Спортивная
- Улица Цимлянская
- Улица Школьная
- Улица Южная

Микрорайоны (1)
Микрорайон Медгородок

## Тривия
- В народе хутор называется Ложки. Многие в связи с этим путают хутор Логовский с хутором Ложки, который также находится в Калачёвском районе.
- У многих жителей Волгоградской области хутор ассоциируется с психиатрической больницей, находящейся в этом хуторе. Так, у жителей области имеется выражение «уехать в Ложки», что означает «сойти с ума, быть „сумасшедшим“ (ненормальным)».

## Транспорт
Автомобильный, водный и железнодорожный транспорт.